# Liste der Kulturdenkmale in Nordhackstedt
In der Liste der Kulturdenkmale in Nordhackstedt sind alle Kulturdenkmale der schleswig-holsteinischen Gemeinde Nordhackstedt (Kreis Schleswig-Flensburg) aufgelistet (Stand: 10. März 2025).

## Legende
In den Spalten befinden sich folgende Informationen:
- Objekt-ID: die Nummer des Kulturdenkmales
- Lage: die Adresse des Kulturdenkmales und die geographischen Koordinaten. Kartenansicht, um Koordinaten zu setzen. In der Kartenansicht sind Kulturdenkmale ohne Koordinaten mit einem roten Marker dargestellt und können in der Karte gesetzt werden. Kulturdenkmale ohne Bild sind mit einem blauen Marker gekennzeichnet, Kulturdenkmale mit Bild mit einem grünen Marker.
- Offizielle Bezeichnung: Bezeichnung des Kulturdenkmales
- Beschreibung: die Beschreibung des Kulturdenkmales
- Bild: ein Bild des Kulturdenkmales

## Sachgesamtheiten
| Objekt-ID      | Lage                                   | Offizielle Bezeichnung | Beschreibung | Bild                             |
| -------------- | -------------------------------------- | ---------------------- | --- | -------------------------------- |
| 40962 Wikidata | Ortsstraße (54° 44′ 2″ N, 9° 10′ 9″ O) | Kirche Nordhackstedt   | Aktualisierung vorgesehen - Begründung: geschichtlich, künstlerisch, städtebaulich, Kulturlandschaft prägend - Schutzumfang: Kirche mit Ausstattung, Kirchhof, Grabmale bis 1870, Lindenkranz, Feldsteinwall | weitere Fotos \| Fotos hochladen |

## Bauliche Anlagen
| Objekt-ID      | Lage                                       | Offizielle Bezeichnung | Beschreibung | Bild                             |
| -------------- | ------------------------------------------ | ---------------------- | --- | -------------------------------- |
| 45294 Wikidata | Ortsstraße 43 (54° 43′ 54″ N, 9° 10′ 6″ O) | ehem. Pastorat         | ehem. Pastorat; 1909; freigestellter, eingeschossiger Sichtziegelbau mit Lochfassade und ziegelgedecktem Halbwalmdach, frontseitig großem Zwerchgiebel und gartenseitig zwei kurzen Seitenflügeln sowie einem runden Standerker am Südgiebel - Begründung: geschichtlich, städtebaulich - Schutzumfang: ehem. Pastorat, - Denkmaltyp: Bauliche Anlage | BW                               |
| 4113 Wikidata  | Ortsstraße (54° 44′ 2″ N, 9° 10′ 9″ O)     | Kirche mit Ausstattung | Die evangelische St.-Jürgen-Kirche wurde im 12. Jahrhundert erbaut. Die Kirche wurde 1897 erweitert, aus diesem Jahr stammt auch der Turm. Im Inneren befindet sich eine Taufe aus Granit aus dem 12. Jahrhundert. Die Passionsfolge ist aus dem Jahr 1285, es ist eine Holztafel mit acht Reliefs zur Passion. Möglicherweise hatte die Tafel die Funktion eines Lettners. Alteintragung (Aktualisierung vorgesehen) - Begründung: geschichtlich, künstlerisch, städtebaulich - Schutzumfang: gesamtes Objekt - Denkmaltyp: Bauliche Anlage, Sachgesamtheit: Kirche Nordhackstedt | weitere Fotos \| Fotos hochladen |

## Gründenkmale
| Objekt-ID      | Lage                                    | Offizielle Bezeichnung | Beschreibung | Bild            |
| -------------- | --------------------------------------- | ---------------------- | --- | --------------- |
| 19334 Wikidata | Ortsstraße (54° 44′ 1″ N, 9° 10′ 10″ O) | Kirchhof               | Alteintragung (Aktualisierung vorgesehen) - Begründung: geschichtlich, Kulturlandschaft prägend - Schutzumfang: Kirchhof, Grabmale bis 1870, Lindenkranz, Feldsteinwall - Denkmaltyp: Gründenkmal, Sachgesamtheit: Kirche Nordhackstedt | Fotos hochladen |

## Quelle
- Liste der Kulturdenkmale in Schleswig-Holstein – Kreis Schleswig-Flensburg